# Savane di acacia dell'Africa orientale
Le Savane di acacia dell'Africa orientale sono una ecoregione globale che fa parte della lista Global 200 delle ecoregioni prioritarie per la conservazione definita dal WWF. Appartiene al bioma delle Praterie, savane e macchie tropicali e subtropicali della regione afrotropicale. Interessa l'area dell'Africa orientale.
Lo stato di conservazione è considerato vulnerabile.

## Territorio
La regione si estende in un'area piuttosto vasta di 572 000 km² che va dal sud-est del Sudan del Sud fino alla Tanzania centro-orientale, attraversando il Kenya e l'Uganda, con una propaggine nell'Etiopia sud-occidentale.
Il territorio si sviluppa fra i rami occidentale e orientale della Rift Valley. Al suo interno ricadono la costa orientale del Lago Vittoria, il Serengeti e la pianura del Mara.
Il territorio vive annualmente una drammatica alternanza di stagioni con periodi di grande siccità alternati a mesi monsonici con notevoli precipitazioni. Pertanto l'avvicinarsi della siccità determina un notevole flusso migratorio degli erbivori che dal Serengeti si spostano verso nord. La migrazione degli erbivori in cerca di cibo provoca conseguentemente una migrazione degli animali predatori che li seguono per lo stesso motivo. Quando ritornano le piogge il flusso migratorio si inverte.

### Stati
L'ecoregione interessa 5 paesi:
- Etiopia;
- Kenya;
- Sudan del Sud;
- Uganda;
- Tanzania.

### Ecoregioni
L'ecoregione è composta da 3 ecoregioni terrestri:
- AT0711 - Boscaglia e macchia di Acacia-Commiphora settentrionale
- AT0714 - Praterie vulcaniche del Serengeti
- AT0716 - Boscaglia e macchia di Acacia-Commiphora meridionale

## Flora
La vegetazione dominante è la savana arbustiva, nella quale le specie più rappresentative appartengono ai generi Acacia, Commiphora e Boswellia. Nelle praterie del Serengeti si incontrano Sporobolus spp., Pennisetum mezianum, Eragrostis patula, Andropogon greenwayi, Panicum coloratum, Cynodon dactylon (gramigna rossa), Chloris gayana, Dactyloctenium, Digitaria macroblephara e Kyllinga.

## Fauna
La concentrazione di grandi mammiferi in questa regione è notevole. In questa area si assiste annualmente alla migrazione di centinaia di migliaia di animali. Si calcola che oltre un milione di gnu striati (Connochaetes taurinus), 400 000 gazzelle di Thomson (Eudorcas thomsonii) e 200 000 zebre comuni (Equus quagga) attraversino il territorio due volte l'anno, prima e dopo la stagione delle piogge. Di conseguenza, anche la popolazione di grandi predatori è elevata: si incontrano, tra gli altri, iene maculate (Crocuta crocuta), leoni (Panthera leo), leopardi (Panthera pardus), ghepardi (Acinonyx jubatus) e licaoni (Lycaon pictus). Si conoscono tre specie di rettili endemici: il serpente velenoso Amblyodipsas dimidiata e gli anfisbenidi Geocalamus acutus e Geocalamus modestus.
Nella regione c'è anche una grande abbondanza di specie di uccelli, incluse alcune specie esclusive come il francolino pettogrigio (Pternistis rufopictus), l'inseparabile di Fischer (Agapornis fischeri) e il tessitore codarossiccia (Histurgops ruficauda).

## Conservazione
Lo stato di conservazione della regione è considerato vulnerabile. Le principali minacce vengono dai crescenti di bracconaggio, agricoltura, conflitti di uso del territorio con pastori e caccia incontrollata. Inoltre vi è anche un crescente ricorso a pratiche insostenibili di taglio e bruciatura degli alberi da parte degli agricoltori su piccola scala, lasciando la terra sterile. L'uso insostenibile dell'acqua e le pratiche di irrigazione pongono problemi per la fauna selvatica che si basano su una fornitura costante di acqua a fiumi e pozze d'acqua.
Nella regione vi sono molte aree protette. Le principali aree protette sono:
- il parco nazionale del Serengeti e l'area di conservazione di Ngorongoro, nel Serengeti;
- la riserva nazionale del Masai Mara, e il Parco nazionale di Nairobi in Kenya;
- il parco nazionale di Mkomazi, il parco nazionale di Tarangire, e il parco nazionale di Ruaha, in Tanzania;
- la riserva di Matheniko e la riserva di Pian Upe, in Uganda.